# Oreocharis longifolia
Oreocharis longifolia är en tvåhjärtbladig växtart som först beskrevs av William Grant Craib, och fick sitt nu gällande namn av Mich. Möller och A. Weber. Oreocharis longifolia ingår i släktet Oreocharis och familjen Gesneriaceae.

## Underarter
Arten delas in i följande underarter:
- O. l. longifolia
- O. l. multiflora